# Чедъев
Чедъев (Чедьев) — река в России, протекает в Ленском районе Архангельской области. Устье реки находится в 180 км по правому берегу реки Яренга. Длина реки составляет 41 км.

## Данные водного реестра
По данным государственного водного реестра России относится к Двинско-Печорскому бассейновому округу, водохозяйственный участок реки — Вычегда от города Сыктывкар и до устья, речной подбассейн реки — Вычегда. Речной бассейн реки — Северная Двина.
Код объекта в государственном водном реестре — 03020200212103000023269.